# Dyskretny urok burżuazji
Dyskretny urok burżuazji (fr. Le charme discret de la bourgeoisie) – francusko-włosko-hiszpański film surrealistyczny z 1972 roku w reżyserii Luisa Buñuela, który jest także współtwórcą scenariusza.

## Zarys fabuły
Film opowiada o grupie ludzi z wyższej sfery społeczeństwa, którzy próbują mimo wielu absurdalnych przeszkód zjeść razem kolację.

## Role główne
- Fernando Rey jako Don Rafael
- Paul Frankeur jako M. Thevenot
- Delphine Seyrig jako Madame Thevenot
- Bulle Ogier jako Florence
- Stéphane Audran jako Alice Senechal
- Jean-Pierre Cassel jako M. Senechal
- Julien Bertheau jako Mgr Dufour
- Milena Vukotic jako Ines
- Maria Gabriella Maione jako Guerilla
- Claude Piéplu jako Pułkownik
- Pierre Maguelon jako Policjant
- François Maistre jako Delecluze
- Michel Piccoli jako minister